# Новенькая (Владимирская область)
 Новенькая — населенный пункт в Меленковском районе Владимирской области. Входит в состав Тургеневского сельского поселения.

## Климат
Климат умеренно континентальный. Лето теплое. Зима в меру холодная. Ярко выражены весна и осень.

## Природные ресурсы
В окрестностях деревни произрастает широкое разнообразие видов сосудистых растений. Населенный пункт окружен смешанными лесами.

## История
Впервые упоминается в писцовых книгах 1629-30 годов в составе Иговского прихода как сельцо Ново, в котором числились 1 двор помещиков, 1 двор приказчиков, 3 двора людских и 2 двора крестьянских.
В конце XIX — начале XX века сельцо Новенькое входило в состав Тургеневской волости Меленковского уезда, с 1926 года — в составе Усадской волости Муромского уезда. В 1926 году в деревне числилось 87 дворов. 
С 1929 года деревня являлась центром Новенького сельсовета Ляховского района, с 1940 года — в составе Тургеневского сельсовета, с 1963 года — в составе Меленковского района, с 2005 года — в составе Тургеневского сельского поселения.

## Население
| 1859 | 1905 | 1926 | 2002 | 2010 | 2021 |
| ---- | ---- | ---- | ---- | ---- | ---- |
| 211  | ↗350 | ↗407 | ↘9   | ↘3   | ↗7   |